# Emanuel Famíra
Emanuel Famíra (15. listopadu 1900, Hlinsko – 6. ledna 1970, Praha) byl český sochař, malíř a tanečník, ve všech oborech tvorby samouk.

## Život
Narodil se jako čtvrté z pěti dětí (ale jediný syn) nožíře Františka Famíry (1864–1911) a jeho ženy Františky, rozené Šotolové. Rodina se přestěhovala do Prahy-Holešovic, když byly Emanuelovi tři roky, a dále do chudších podnájmů v Libni, když otec zemřel. Emanuel se vyučil nožířem a od 20. let provozoval v pražské Libni nožířskou živnost.

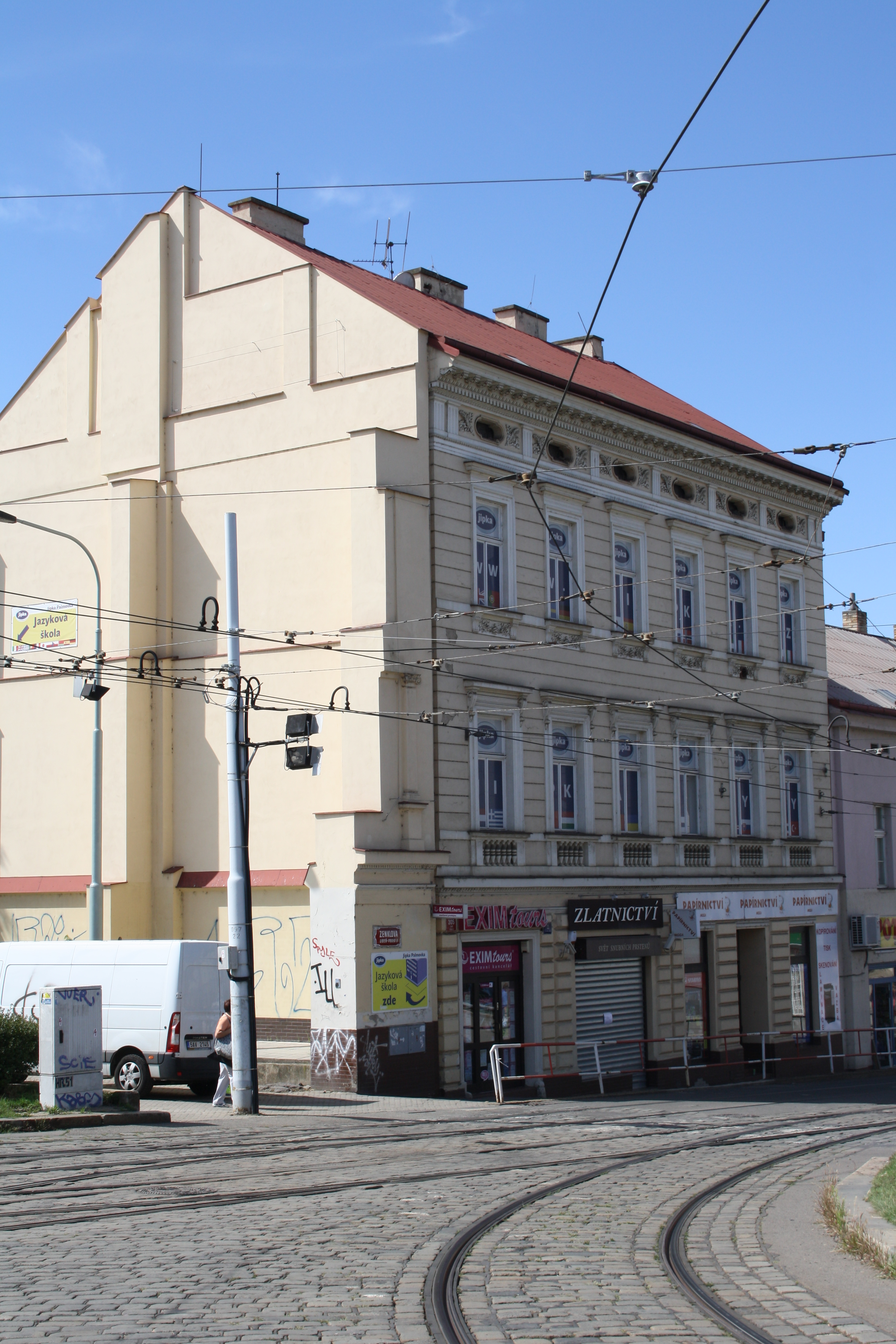
Dům č. p. 305 v pražské Libni (dnes Zenklova 305/11), v němž měla být podle některých údajů Famírova nožířská dílna

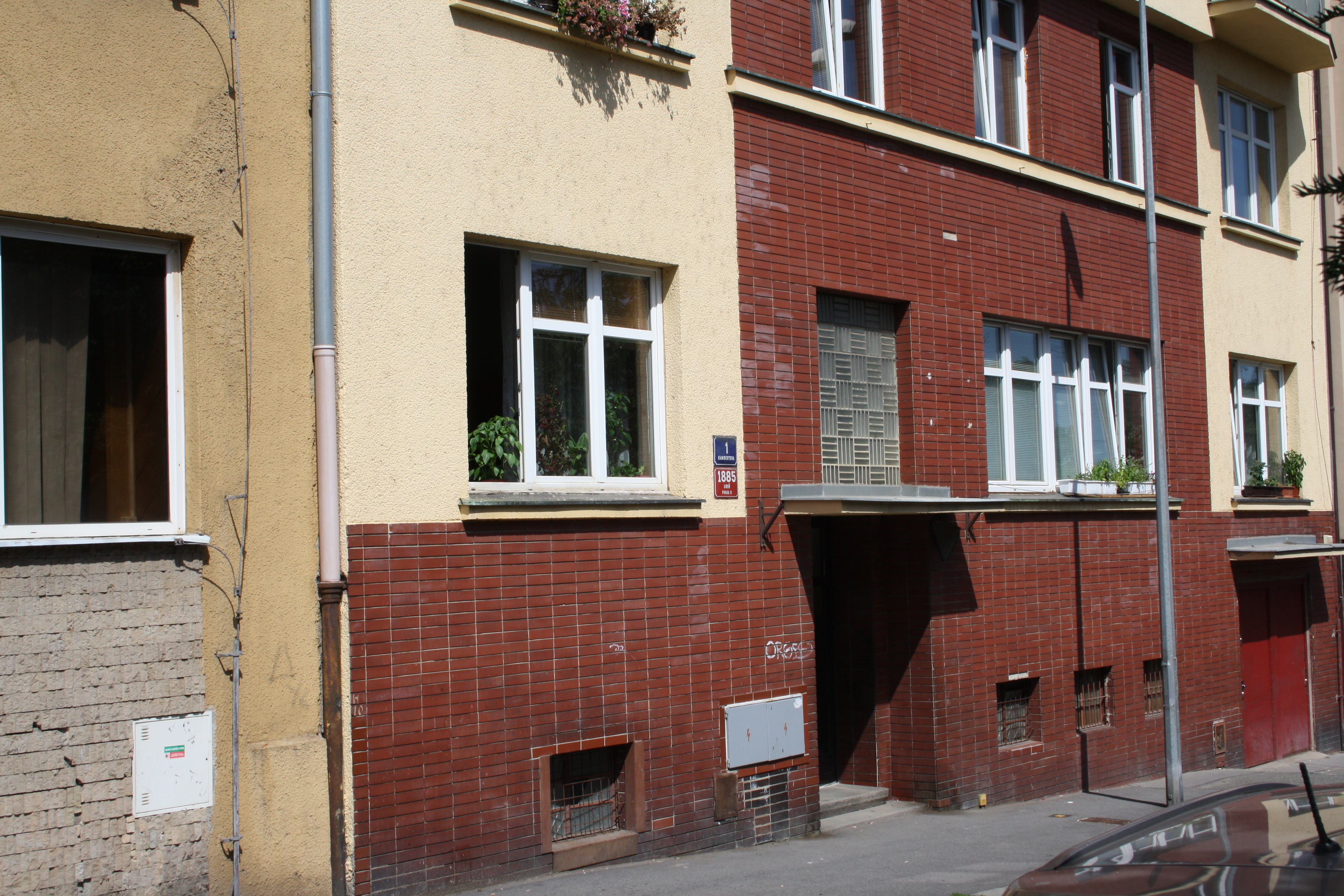
Průčelí domu v Kandertově ulici 305/1; pamětní deska byla do roku 1989 umístěna vpravo od vchodu

Od mládí patřil k místní chudině, účastnil se levicového hnutí jako typický proletář. V letech 1930–1933 byl členem skupiny intelektuálů, sdružené okolo časopisu Levá fronta a vstoupil do KSČ. Byl všestranné múzicky nadaný. Roku 1930 založil levicové loutkové Divadlo pionýrů, pro které vyřezal rozměrné loutky, a Kašpárka údajně nahradil pionýrem Vencou. Jako tanečník samouk byl v letech 1922–1933 sólistou baletu Národního divadla, v letech 1945–7 balet řídil a vedl dětskou přípravku. Roku 1948 pracoval krátce v pobočce firmy Sandrik v Mikulášovicích na Šluknovsku, aby pozvedl výrobu nožů. V letech 1957–1962 byl ředitelem Střední odborné školy výtvarné v Praze na Hollarově náměstí. S manželkou žil v Praze-Libni. V letech 1950–1970 měl ateliér v Kandertově ulici č. 1, kde byla na fasádě umístěna jeho pamětní deska. Před rokem 1989 byla jeho jménem pojmenována dnes zaniklá ulice. Ve stopě většiny délky ulice Famírova v současnosti (2019) vede ulice Čuprova.
Od února 1968 patřil ke kritikům KSČ, kteří napadali polednovou politiku Strany zleva, a srpnovou okupaci přivítal.

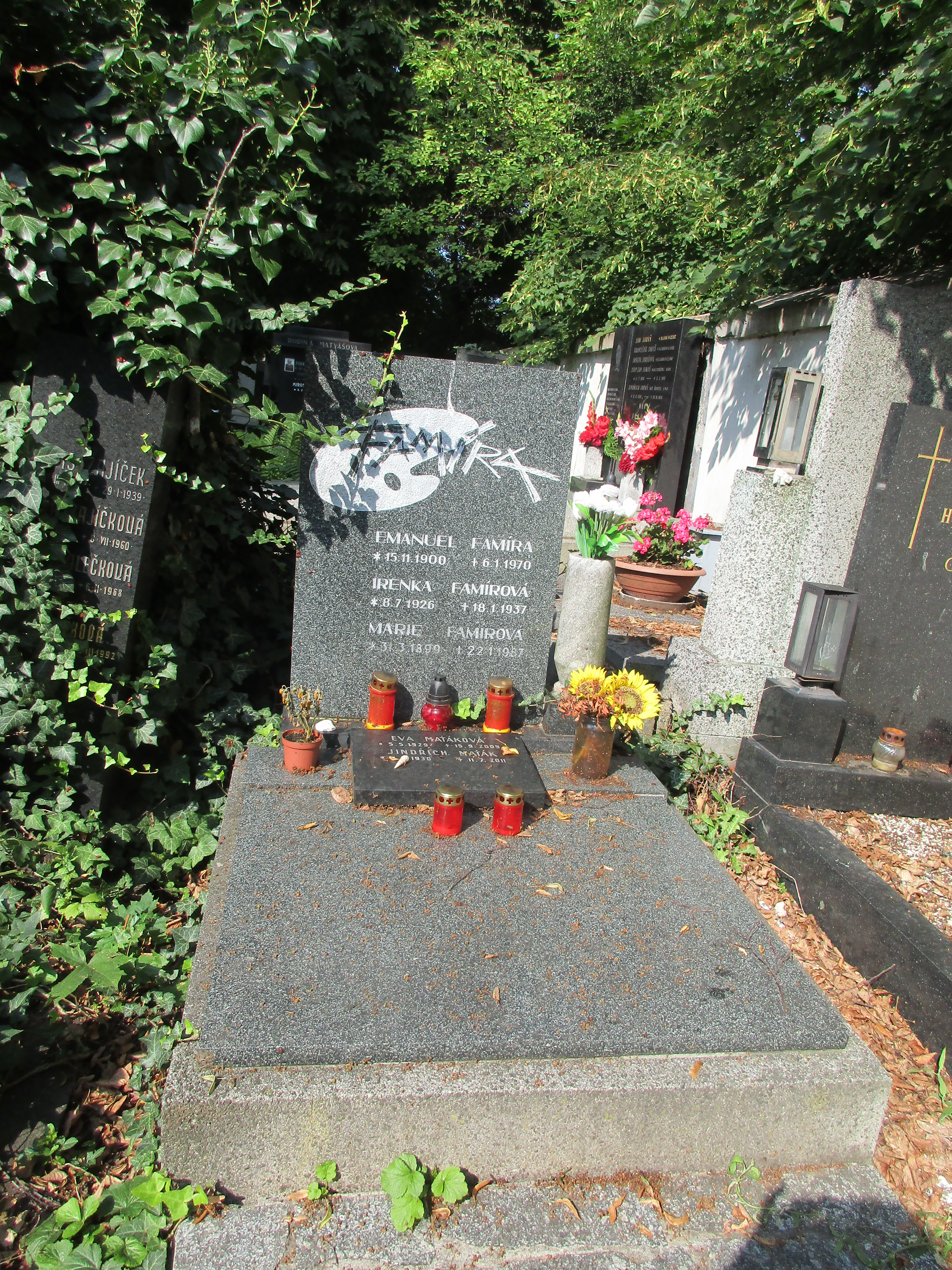
Hrob Emanuela Famíry (1900–1970), českého sochaře a malíře na hřbitově v Libni

### Výtvarné dílo
Z rozmanitého malířského a sochařského díla jsou nejvíce ceněny obrazy pražské periférie a krajinomalba ze 30. až 40. let 20. století, ale i grafické listy a portrétní busty ve stylu levicově orientovaného civilismu. Poválečná tvorba již byla poplatná socialistickému realismu. Rád používal pálenou hlínu a dřevo.
- Civilizace, olej na plátně, (1927), Národní galerie[4]
- Pomník světové hospodářské krise, (1933) z místní keramiky; pro západočeskou obec Břasy, světový unikát zničený v roce 1941 nacisty
- Demonstrace, reliéf, dubové dřevo, (1962), Galerie hl. m. Prahy
- Hlava dělníka, bronz, Galerie hl. m. Prahy
- Busta Zdeňka Nejedlého pro panteon Národního muzea v Praze, bronz, Národní muzeum[5]
- Krajinomalby z pražské periférie, zejména Libeň, Galerie Středočeského kraje.

### Publicistika
Famíra byl schopen teoretické sebereflexe své práce a zamýšlel se nad ní v esejích, které sám graficky upravoval.
- Co s jevištěm (1937)
- Protiklady v umělecké tvorbě (1946)

### Ocenění
- Řád práce 1958
- zasloužilý umělec 1960
- Řád Klementa Gottwalda 1971 (in memoriam)
- Jméno Emanuela Famíry nesly ulice v několika českých městech (Praha: dnešní Hejtmánkova a Čuprova, Ostrava, Hlinsko) a dnešní Vyšší odborná škola a Střední umělecká škola Václava Hollara v Praze nesla jeho jméno do roku 1990.